# Storthocalyx chryseus
Storthocalyx chryseus är en kinesträdsväxtart som beskrevs av Ludwig Radlkofer. Storthocalyx chryseus ingår i släktet Storthocalyx och familjen kinesträdsväxter. Inga underarter finns listade i Catalogue of Life.